# Karl Schmid
Karl Schmid   (valor desconegut, 29 de juny de 1910 - Kilchberg, 14 de maig de 1998) fou un remer suís que va competir durant les dècades de 1930 i 1940. Era el pare del també remer Kurt Schmid.
El 1936 va prendre part en els Jocs Olímpics de Berlín, on disputà tres proves del programa de rem. Guanyà la medalla de plata en el quatre amb timoner, formant equip amb Hermann Betschart, Hans Homberger, Alex Homberger i Rolf Spring; i la de bronze en el quatre sense timoner, formant equip amb Hermann Betschart, Hans Homberger i Alex Homberger. En la prova del vuit amb timoner fou sisè.
En el seu palmarès també destaquen cinc medalles al Campionat d'Europa de rem, dues d'or, dues de plata i una de bronze entre el 1934 i 1947, sempre en la prova del quatre sense timoner.